# Евстафиевка
Евстафиевка — упразднённое село в Немецком национальном районе Алтайского края. Располагалось на территории современного Шумановского сельсовета. Точная дата упразднения не установлена.

## География
Село располагалось в 6 км к северо-западу от села Шумановка.

## История
Основано в 1908 г. В 1928 г. посёлок Евстафьевка состоял из 71 хозяйства. Центр Евстафьевского сельсовета Немецкого района Славгородского округа Сибирского края.

## Население
В 1926 г. в посёлке проживало 333 человека (176 мужчин и 157 женщин), основное население — молдаване.

## Инфраструктура
Было развито сельское хозяйство.